# پل کینگز نورث
پل کینگز نورث (انگلیسی: Paul Kingsnorth; ۱۹۷۲ (۵۲–۵۳ سال) – ) نویسنده اهل بریتانیا یک نویسنده است که در غرب ایرلند زندگی می‌کند. او معاون سابق سردبیر اکولوژیست و یکی از بنیانگذاران پروژه دارک مانتاین است.
نوشته‌های غیرداستانی کینگ‌نورث تمایل دارد به موضوعات کلان مانند محیط‌زیست‌گرایی، جهانی‌سازی و چالش‌هایی که گرایش‌های سطح تمدن برای بشریت ایجاد می‌کند، بپردازد. داستان‌های او، به ویژه سه‌گانه (Buckmaster)، تمایل به اسطوره ای و چند لایه دارد.